# A Gyűrűk Ura: Harc Középföldéért
A Gyűrűk Ura: Harc Középföldéért (The Lord of the Rings: Battle for Middle-earth) egy valós idejű stratégiai játék. Az EA Los Angeles fejlesztette, és PC-re jelent meg. Peter Jackson A Gyűrűk Ura filmtrilógiája alapján készült, ami J. R. R. Tolkien A Gyűrűk Ura című regényére épül. A játék rövid jeleneteket vesz át a filmekből hang nélkül és néhány, a filmből ismert színész hangját is felhasználja, többek között a hobbitokét és a mágusokét. A Gyűrűk Ura: Harc Középföldéért a Command & Conquer: Generalsből ismert SAGE motort használja. 2004. december 6-án adták ki, a folytatása, A Gyűrűk Ura: Harc Középföldéért pedig 2006. március 2-án került a polcokra.

## Játékmenet
A játékmenet alapjában véve megegyezik a többi valós idejű stratégiai játékkal: Bizonyos épületek erőforrásokat gyűjtenek, a játékosnak pedig ebből kell megépítenie hadseregét és a bázisát. Ebben a játékban azonban csak előre meghatározott pontokon lehet épületeket létrehozni. Egyes pontokon tanyát, míg másokon egy egész kastélyt lehet építeni. A kastély központja a fellegvár. A fellegvárból lehet hősöket (a film szereplőit) toborozni. A fellegvárt építkezési pontok veszik körül. Az építkezési pontra kattintva különféle építményeket lehet létrehozni, de ilyen pont állhat magában is, ilyenkor azonban csak tanyát lehet rá építeni. A többi épület csak akkor érhető el, ha az építkezési pont egy fellegvárhoz tartozik. Az építkezési pontokat el kell foglalni ahhoz, hogy építeni lehessen rá. Az egyetlen erőforrás az "erőforrás", ezeket a megfelelő építmények gyártják.
A Gyűrűháborúban négy fél vesz részt: Rohan lovasnépe és Gondor áll a jók oldalán és Vasudvard, illetve Mordor orkjai harcolnak a rosszak oldalán.
Mint a legtöbb RTS-ben, itt is csapatokban küzdenek az átlagos katonák, a fontos szereplők pedig a hősök, akik egyesével harcolnak. Az egységek legyőzése pontokat jelent a hősöknek, akik így különleges képességekre tehetnek szert. Az egységek száma korlátozott.
Az egységek erőssége és gyengesége olyan, mint a kő-papír-ollóban. A lovasság legyőzi a gyalogságot, és elütheti őket egy kis sérülést szerezve. Az íjászok legyőzik a lovasságot, ha van lehetőségük tüzelni, a karddal rendelkező katonák pedig legyőzik az íjászokat. A lándzsások legyőzik a lovasságot, a tűz a szörnyeket (pl. enteket), stb. Az egységek tapasztalatot nyernek, így erősebbek lesznek. A zászlóvivő feltámasztja az egység halott katonáit kettes szint felett.
A legtöbb egységnek fejlesztéseket is lehet venni, és különféle képességekkel is rendelkezhetnek. Ilyen képességek a csatarend megváltoztatása, a fegyverek váltása és két különböző típusú egység összevonása. Továbbá A kószák el tudnak rejtőzni és az orkok pedig megehetik egymást. A hősök egyedi, sokkal erősebb egységek. Nekik nem vehetsz fejlesztést, de számos képességgel rendelkeznek, és újratoborozhatók, ha elestek. A hősök legtöbb képességéhez bizonyos tapasztalati szintet kell elérni. A jó oldalnak több és jobb hősei vannak: Gandalf ereje teljében egy egész sereget elpusztíthat. Az épületek is szereznek tapasztalatot, s így új egységeket hozhatnak létre, új fejlesztéseket lehet benne vásárolni, és passzív előnyöket lehet vele szerezni, például kevesebbe kerülhet a lovasság képzése.
A játékos különleges erőket is vehet, amelyekből egyre több válik elérhetővé attól függően, hogy eddig hány erőt birtokol. Bizonyos erőkkel kémkedni lehet (Pl. a Palantír látással, amivel felfedhető egy adott terület), mások támogatják a sereget (Gyógyítás), és egyes erőkkel átmeneti egységek hívhatók a csatatérre (Sasok szövetsége, Balrog szövetséges). Akárhányszor lehet ezeket használni, nem kerülnek erőforrásba, de használat után vissza kell töltődniük. Egy oldalon minden nép ereje ugyanaz, és az erőket tartalmazó fa nagyobb hadjáratban, mint ütközetben. A jó oldal néhány olyan erővel is rendelkezik, ami egy hős képességét növeli (Fehér Gandalf, Andúril). A gonoszak az erőforrás gyűjtésében kapnak segítséget (Üzem, Tüzelőanyag).

## Hadjárat
A jó és a rossz oldal is rendelkezik hadjárattal. A hadjárat helyszíne egy animált Középfölde-térkép, ahol minden területet csatában kell megvédeni vagy elfoglalni. Sereggel és a szereplőkkel lehet mozogni, és a feléjük helyezett kurzor kis mozgóképeket jelenít meg a filmből. Ezzel szemben a csaták előtti jeleneteket nem a filmből vették át, azokhoz a játék motorját használják.
Néhány küldetésben speciális feladatokat kell végrehajtani. Ezek között a játékosnak bizonyos mennyiségű területet kell elfoglalnia ütközetekben. Az összes küldetés után erő pontokat lehet kapni, növekszik az egységlimit és/vagy növekszik az erőforrás-termelés szorzója. Az egységek, fejlesztéseik és a megvett erők megmaradnak minden csata után. A hősökön kívül a játékos még el is nevezheti a zászlóaljakat.
A jók hadjárata A Gyűrűk Ura filmek történetét követi: a Szövetséggel Moriától Lórienig kell eljutni, utána meg kell menteni Boromirt az Amon Henen, majd Trufát és Pippint a Fangorn szélén. Ezután meg kell nyerni a kürtvári csatát, az entekkel el kell foglalni Vasudvardot, vissza kell verni Osgiliath ostromát, és meg kell menteni Frodót a Banyapóktól. Az utolsó két nagy küldetés a Pelennor mezei csata és a Fekete Kapu.
A gonoszok hadjárata Vasudvard árulásával kezdődik, és Szarumán hódításaival folytatódik: a Fehér Mágus elfoglalja Rohant, a Helm Szurdokot, megöleti Théodent, Legolast, Gimlit és Aragornt meg Éomert Éowynt többek között. Ezek után Mordor következik: Szauronnak sikerül legyőznie Gondort és romba döntenie Minas Tiritht.
Mindkét hadjáratban a film eseményei nagyobb öldökléssel járnak és egyikben sem halhat meg főszereplő.

## Fogadtatás
A kritikusok a Harc Középföldéértet meglehetősen pozitívan fogadták. A videójáték-kritikákat gyűjtő Game Rankings-en az átlagos pontszám 82,5% volt, a kritikák körülbelül kétharmada 80% felett értékelte a játékot.
Az IGN magasztalta a Harc Középföldéértet képi megjelenítése és lenyűgöző hangja miatt, de kiemelte a játékmenet mélységének hiányát, így 8,3 pontot adott a "rendes, ha nem lenyűgöző" játékra.
A Gamespot 8,4 pontot adott, és a képi megjelenés, illetve a hanghatások mellett a monumentális csatákat is kiemelte: azt írta, a játék "méltó az eredeti alapanyaghoz", azonban kritizálta az átlagon aluli mesterséges intelligenciát és az ellenfél erejének lassú felőrlésén alapuló egyszerű játékmenetet. A Gamespy négy csillagot adott az ötből, és a játékot a "tökéletes példának" nevezte arra, amikor a "szerzői jog jobbá tesz egy terméket".

### Díjak
A Harc Középföldéért három jelentős díjat nyert el: Az E3 (Electronic Entertainment Expo) 2004-es Game Critics Awards Legjobb Stratégiai Játék díját, a 2005-ös GIGA Games Legjobb Stratégiai játék díját, és a GameSpy Legjobb E3 játék 2004 Szerkesztők Ajánlata díját.

## Fordítás
- Ez a szócikk részben vagy egészben  a   The Lord of the Rings: The Battle for Middle-earth című angol Wikipédia-szócikk fordításán alapul.  Az eredeti cikk szerkesztőit annak laptörténete sorolja fel. Ez a jelzés csupán a megfogalmazás eredetét és a szerzői jogokat jelzi, nem szolgál a cikkben szereplő információk forrásmegjelöléseként.